# 麸质

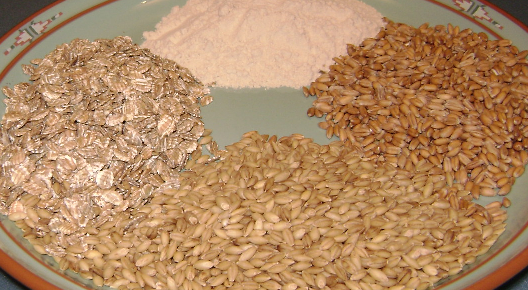
麸质的来源，從12點位置開始，顺时针分别为高筋面粉、欧洲斯佩耳特小麦、大麦及轧製黑麦片。

麸质（英語：Gluten），又称麸质蛋白、麦胶、麵筋、面筋蛋白、穀胶蛋白，是指某些种类谷粒的一群种子貯藏蛋白质或蛋白质复合体，胚乳中含量尤多，麦麸也含这些蛋白质；其成分主要由醇溶蛋白（又称“麸朊”）以及穀蛋白两類蛋白质所组成。在多种谷物中可发现麸质蛋白，如大麦、小麦、燕麦、黑麦。
麩質蛋白遇水会形成网络，把遇水膨胀的淀粉颗粒嵌入其中，因而含有麩質蛋白的小麦粉可以做饺子皮。而不含麩質蛋白的玉米粉、高粱面粉虽然富含淀粉却无法做饺子皮。麩質蛋白的拉丁文词根就是胶水之意。
麵糰发酵过程中，麵粉当中的麸质蛋白的硫氢键氧化为二硫键。二硫键越多，可以使蛋白质分子结合起来形成大分子网络结构，增加面团持气性、弹性和韧性。

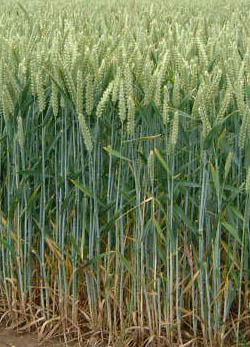
麸质最主要一种来源小麦

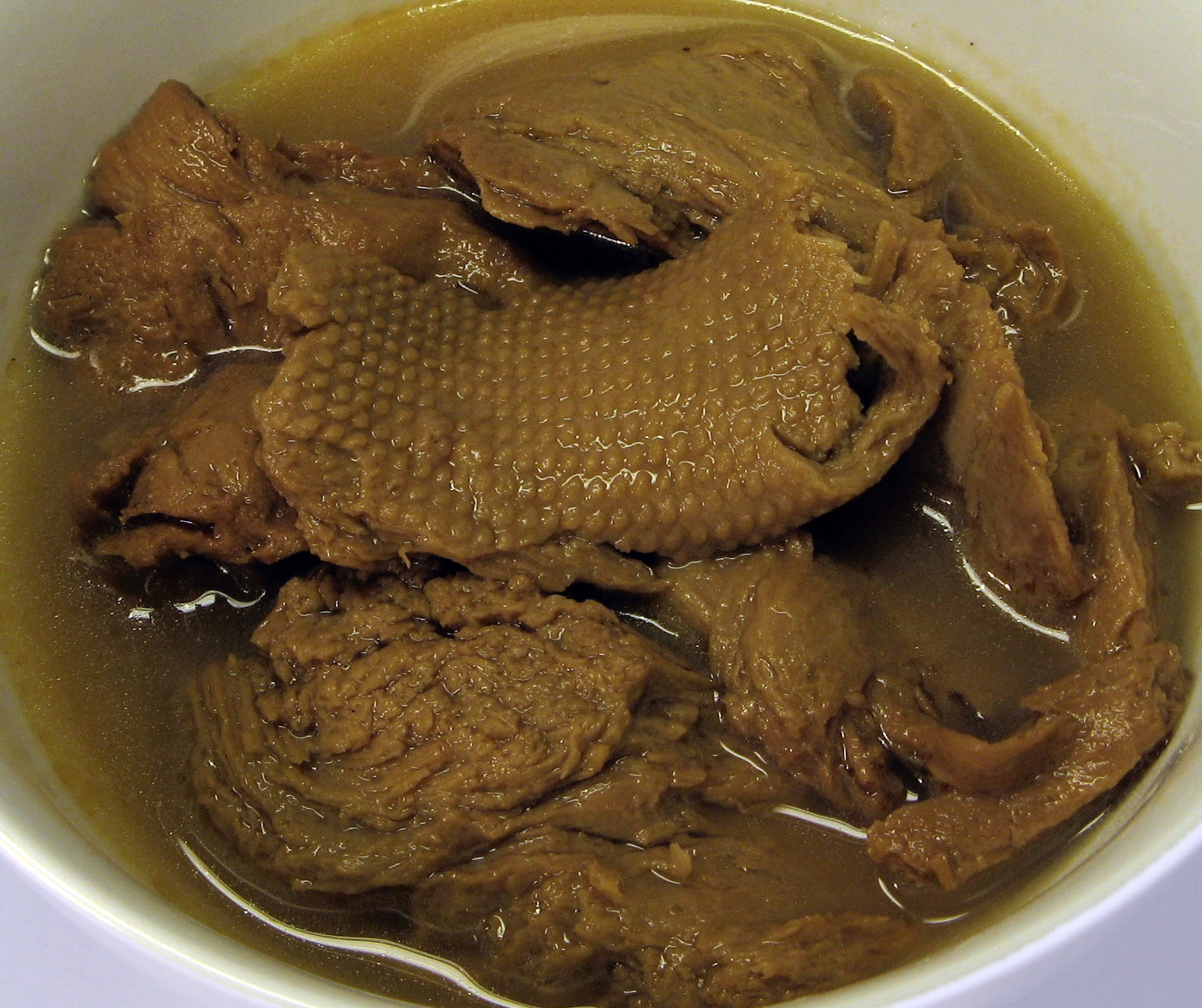
麸质，特别是面筋，常常被用来做成素肉，如图油炸麵筋罐頭“素鸭”肉，从而提供丰富的蛋白质和素食营养上多样性。

## 人體生理相容性
摄入麩質蛋白后，在肠道不能够完全分解成氨基酸，会保留一些含有几个氨基酸的小片段称为“多肽”。多肽能够引发人体的免疫反应。少數人的身體對於麩質過敏，這些人應選擇无麸质饮食。例如德國超市販賣的日用食品中，大概有1/4的品項會標明不含麩質（德語：ohne Gluten / Glutenfrei）。
- 乳糜泻：有乳糜泻的病者，其免疫系统中存在过多的麸朊抗体，麸朊抗体与醇溶蛋白产生反应，肠绒毛受到损害，不能吸收食物中的营养，从而引起腹泻等肠病症状，使患者无法吸收麦面中的营养。
- 麸质过敏症。歐美现在统计出全世界約有1%的人口有乳糜瀉的問題，而約有6%~10%的人口有麩質過敏。

就粮食而言，麩質蛋白存在于小麦、大麦和燕麦的面粉中，在其它粮食原料中并不存在。但是，现代食品，尤其是许多配方食品，含有各种来源的原料，其中就可能含有一些麩質蛋白。美国食品药品监督管理局对“无麩質蛋白”食品的标注要求，规定含量不超过百万分之20。